# Christoffer Persson
Bengt Christoffer Persson, född 4 april 1985 i Nylöse församling i Göteborg, är en svensk före detta professionell ishockeyspelare. Persson spelade bland annat för Växjö Lakers HC, Rögle BK och Frölunda HC.